# María Antonieta de las Nieves Ortiz Becker
María Antonieta de las Nieves Ortiz Becker (20 de enero de 1982) es una deportista paralímpica chilena. Ella comenzó su camino en el deporte cuando debutó en Tenis en silla de ruedas en los Juegos Paralímpicos de Londres 2012, sin embargo, posteriormente se retiró para competir en Levantamiento de potencia adaptado, donde obtuvo exitosos resultados para Chile en los Juegos Paralímpicos de Río 2016. Es en este último deporte de fuerza donde se desempeña hasta la actualidad.
A lo largo de su trayectoria deportiva, Ortiz ostenta varios récords y reconocimientos como miembro del Comité Paralímpico de Chile. La deportista ha sido ganadora de numerosas medallas en competencias internacionales y es una de las dos únicas chilenas que ha participado en dos deportes olímpicos diferentes, reconocimiento que comparte con Francisca Mardones (quien compitió en Tenis en Londres 2012 y Río 2016; y Para atletismo en Tokio 2020).

## Vida personal
María Antonieta nació con artrogriposis. La Artrogriposis Múltiple Congénita (AMC) es un síndrome clínico que se diagnostica en niños y niñas que nacen con rigidez en las articulaciones del cuerpo, esto producto de una disminución de la movilidad mientras están en el vientre materno. En el caso de Ortiz afectó sus piernas, por lo que debe usar una silla de ruedas.
Debido a su situación de discapacidad, a los 16 años comenzó a practicar tenis como parte de su proceso de rehabilitación en el instituto Teletón. Aquí comienza su camino en el deporte, lo que la llevó a Londres 2012, posteriormente dejó el tenis para adentrarse al mundo del levantamiento de pesas, donde ha obtenido numerosos galardones y preseas internacionales. 
En cuanto a su vida familiar, María Antonieta o “Mona” -como le dicen sus amigos- tuvo a su primer y único hijo llamado Franco en el año 2013, junto a su pareja Roberto Ramírez.

## Vida Deportiva
Ortiz compitió por primera vez en el deporte paralímpico en los Juegos Olímpicos de Londres 2012, en Tenis en silla de ruedas. Sin embargo, decidió abandonarlo para adentrarse al mundo del Levantamiento de pesas. En ese contexto, uno de sus primeros logros fue ganar una medalla de oro para Chile en el Campeonato Panamericano de Levantamiento de Pesas Paralímpico, que se disputó en Ciudad de México 2015. Consiguió el primer lugar de la categoría 73 kilos al levantar 90 kilogramos, alcanzando la misma presea que sus coterráneos Jorge Carinao y Juan Carlos Garrido.
Más tarde obtuvo reconocimiento tras clasificar a los Juegos de Río 2016 en Levantamiento de pesas o powerlifting. En dicha ocasión, Ortiz clasificó, junto a Jorge Carinao, mediante Wild Card. Este mecanismo se produce cuando no se logra clasificar de manera directa al certamen, pero la organización extiende invitaciones a delegaciones con escasos representantes para “promover una mayor universalidad y equidad para atletas que no pudieron clasificar a Juegos Olímpicos”.
En dicha edición, la deportista obtuvo la mejor actuación chilena. Si bien no obtuvo medallas, estuvo muy cerca de ganar una presea de bronce. Consiguió un deslumbrante cuarto lugar en la categoría 67 kilogramos, donde llegó a la cifra de 98 kg. A pesar de que terminó la competencia sin medalla, reconoce que le sirvió “para ganar experiencia”.
Entre otros premios que obtuvo posteriormente, se encuentran: medalla de plata en Juegos Panamericanos de Lima 2019; llegó a octavos de final en el Nur-Sultan 2019 World Para Powerlifting Championships en levantamiento de pesas en la categoría femenina de 73 kg; y también en 2020 obtuvo el primer lugar en la categoría 79 kilos en la Copa del Mundo de Para Powerlifting de Manchester, Inglaterra.
A continuación, obtuvo asistencia en tres World Cup durante 2021, esto mientras se preparaba para participar de los Juegos Olímpicos Tokio 2020 (edición que sufrió retrasos por la pandemia de COVID-19). En dichas competencias obtuvo resultados destacados en las dos últimas, las que fueron realizadas en Georgia (en mayo) y Dubái (en junio). En la primera, la deportista logró posicionarse en el segundo lugar en los 79 kilos, logrando mejorar su marca; en la segunda se destacó batiendo el récord nacional y panamericano de su la misma categoría con un levantamiento de 127 kilos, quedando con el quinto lugar del certamen.
Finalmente, luego de estar dos años suspendida por violar las normas antidopaje, lo que le impidió participar en lo que serían sus terceros Juegos Olímpicos (Tokio 2020), la chilena retornó en 2024 a las competencias de levantamiento de pesas tras participar en el Torneo Internacional de Para Powerlifting, realizado en Machalí, Chile. Su desempeño en la categoría 79 kg le significó una medalla de plata.

## Controversias
María Antonieta Ortiz no pudo participar en Tokio 2020, puesto que durante su participación en el campeonato de Dubái, en el año 2021, recibió una sanción de dos años por violar las normas de antidopaje. Tras un control protocolar, los tests arrojaron resultados adversos tras detectar dimetilamilamina en el cuerpo de la deportista. Dicha sustancia se encuentra incluida en la lista de sustancias y métodos prohibidos de la Agencia Mundial Antidopaje (AMA), en la categoría de estimulantes.